# Grosella
De grosella (Phyllanthus acidus) is een lid van de familie Phyllanthaceae, dat op commerciële basis wordt verbouwd voor zijn eetbare vruchten.
In het algemeen lijkt de plant sterk op de blimbing (Averrhoa bilimbi). Het is een 2-9 m hoge, in droge tijden bladverliezende struik of boom met een dichte, brede kroon die bestaat uit uitgespreide, dikke takken. Aan de uiteinden van de takken zitten groenige of rossige, 15-50 cm lange twijgen in bosjes. Deze twijgen dragen afwisselend geplaatste, 2-3 mm lang gesteelde, gaafrandige, ei- tot lancetvormige, toegespitste, dunne, 2-8 cm lange blaadjes die aan de bovenkant groen en glad zijn en aan de onderkant wazig blauwgroen zijn. De twijgen met blaadjes wekken de suggestie dat het om samengestelde, geveerde bladeren gaat. Aan de basis van de blaadjes bevindt zich een paar steunblaadjes.

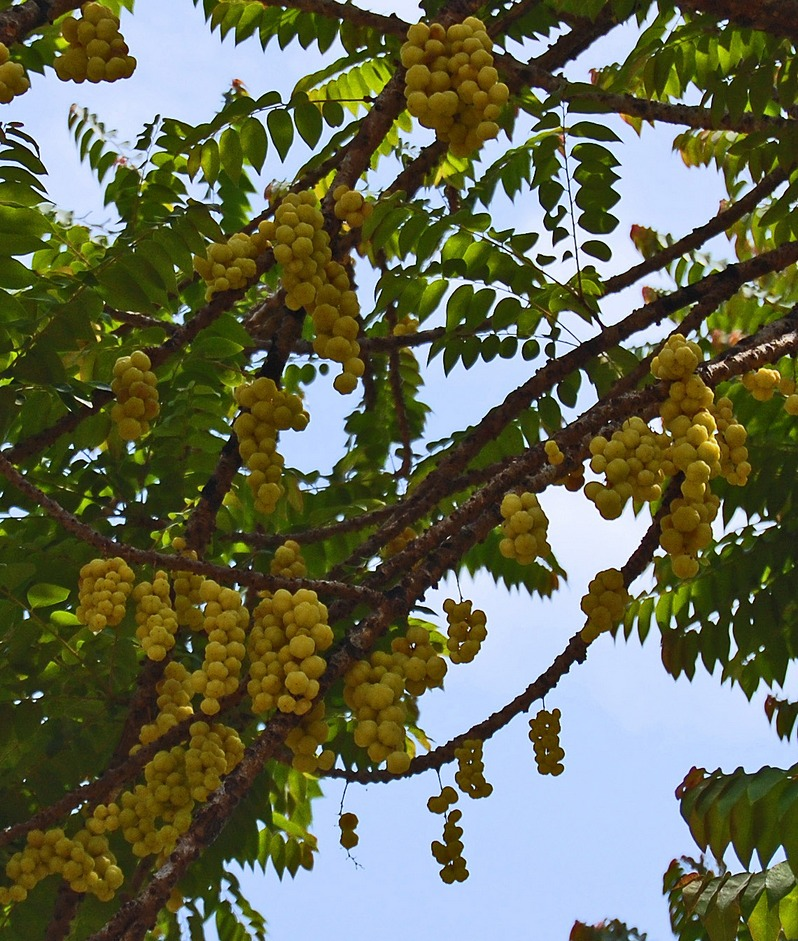
Takken met vruchten

Mannelijke, vrouwelijke en tweeslachtige, rossige, viertallige bloemen groeien dicht opeen in 5-12,5 cm lange, hangende pluimen die direct ontspringen vanuit de stam en de dikkere takken (cauliflorie). De vruchten ontwikkelen zich tot dichte trossen. Ze zijn tot 2 × 3 cm groot, bolvormig met afgeplatte uiteindes en geribd met zes tot acht stompe ribben. Rijp worden ze bleekgeel tot bijna wit en hebben ze een wasachtige glans. Het vruchtvlees is glazig, stevig van consistentie, vlezig, sappig en smaakt zeer zuur. In het midden van de vrucht bevindt zich een met het vruchtvlees vergroeide, harde geribde steen die bestaat uit vier tot zes zaden.

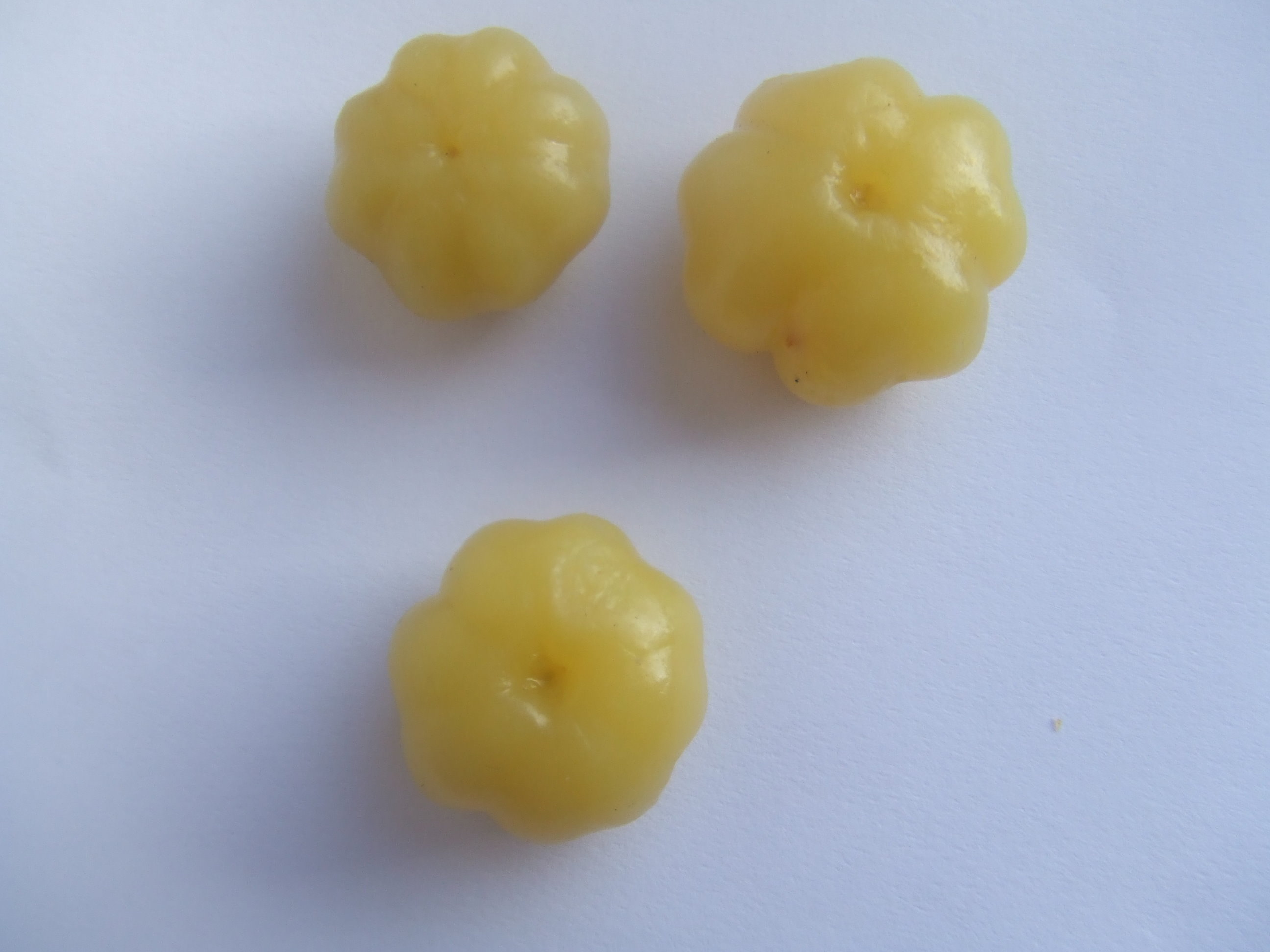
Vruchten

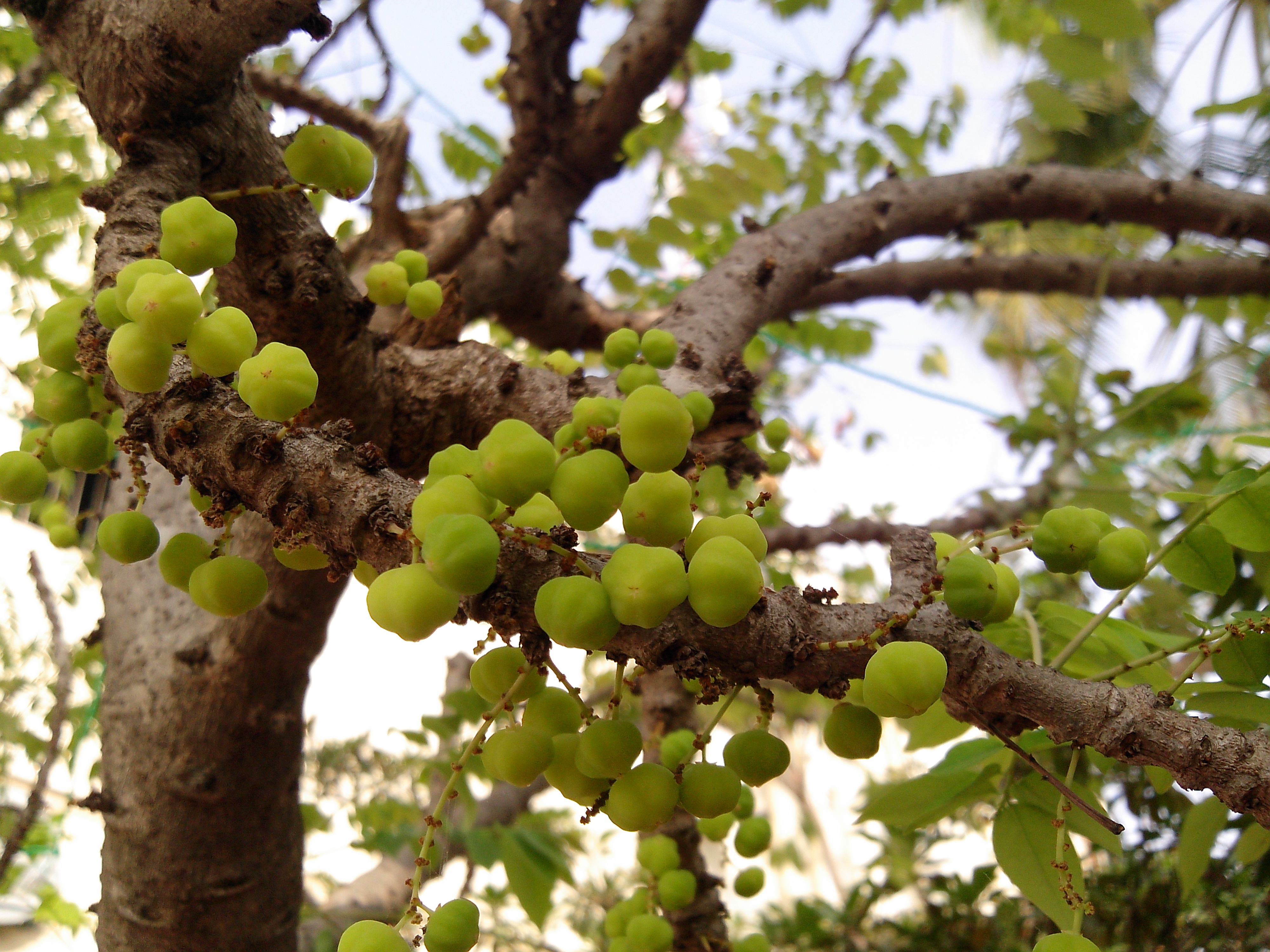
Vruchten aan een tak in Salem (district), India.

De zure vruchten zijn rijk aan vitamine C. Ze worden gezoet als fruit gegeten. In suiker gekookt verkleurt het vruchtvlees naar robijnrood. De vruchten worden ook gebruikt voor de bereiding van chutney's en sauzen. Tevens worden de vruchten zoetzuur ingelegd met andere vruchten. Ook kunnen de vruchten in drank en azijn worden verwerkt. Jonge bladeren kunnen gestoofd als groente worden gegeten.
Er wordt aangenomen dat de grosella van oorsprong uit Madagaskar komt. De plant wordt onder meer gekweekt voor zijn vruchten in tropische gebieden in de Oude Wereld op de Filipijnen en in Indonesië, Vietnam, Laos, Maleisië en India. Ook op sommige plekken in Afrika wordt de soort voor zijn vruchten gekweekt. In de Nieuwe Wereld komt de soort voor in Mexico en de laaglanden van Centraal-Amerika. Ook wordt de soort verbouwd voor zijn vruchten in Colombia, Venezuela, Suriname, Peru en Brazilië. Op Hawaï en andere eilanden in de Grote Oceaan is de soort verwilderd.
In Nederland worden in azijn ingelegde grosella's verkocht in potten in toko's. Onder Surinamers staan de vruchten bekend als birambie, maar die naam wordt door hen ook gegeven aan de blimbing.